# Soma Novothny
Soma Zsombor Novothny (Veszprém, 16 giugno 1994) è un calciatore ungherese, attaccante del Ruch Chorzów.

## Caratteristiche tecniche
Prima punta, forte fisicamente e nel gioco aereo. Abile a smarcarsi e ad inserirsi rapidamente tra gli spazi, è dotato di una buona progressione palla al piede, caratteristica che lo rende adattabile anche ad attaccante esterno.

## Carriera

### Club
Muove i primi passi nelle giovanili del Veszprém, squadra della sua città natale. Esordisce in prima squadra il 28 maggio 2011, a 16 anni, contro il Bajaj LSE e la settimana successiva mette a segno la sua prima rete tra i professionisti ai danni del Kaposvölgye.
Il 31 gennaio 2012 passa in prestito con diritto di riscatto al Napoli, con accordo per ulteriori cinque stagioni con i partenopei in caso di riscatto. A fine stagione il club campano ne rileva il cartellino, cedendo il calciatore in prestito alla Paganese, in Lega Pro Prima Divisione, nel settembre successivo.
Il 1º settembre 2014 passa al Mantova, in Lega Pro, ancora a titolo temporaneo. Poco utilizzato dal tecnico dei virgiliani, il 5 gennaio 2015 viene prelevato in prestito dal Südtirol. All'esordio con la nuova maglia mette a segno una doppietta contro l'Arezzo.
Il 19 agosto 2015 passa in prestito al Diósgyőr, in Ungheria, realizzando 8 reti in 27 presenze in massima serie. A fine stagione passa a titolo definitivo ai belgi del Sint-Truiden, che lo girano nuovamente in prestito al Diósgyőr.
Nell'estate del 2017 si trasferisce all'Ujpest, disputando col club di Budapest tre stagioni intervallate da un semestre trascorso in prestito ai coreani del Busan IPark. Dopo 87 presenze e 34 reti complessive in Ungheria, passa ai tedeschi del Bochum, contribuendo alla vittoria della seconda divisione e alla conseguente promozione in Bundesliga.
Il 3 gennaio 2022 viene ceduto all'Anorthosis, club cipriota in cui giocherà fino al termine della stagione. 
Il 1ºluglio successivo firma un accordo con il Vasas, tornando a calcare i campi della massima serie ungherese. Gioca nel club fino al febbraio 2024, mettendo a segno 14 gol in 49 gare, per poi trasferirsi al Ruch Chorzow. 

### Nazionale
Dopo aver vestito le maglie delle varie rappresentative giovanili, il 12 agosto 2015 esordisce con la selezione Under-21 ungherese nel corso dell'amichevole disputata contro l'Italia, subentrando al 60' al posto di Szilveszter Hangya.

## Statistiche

### Presenze e reti nei club
Statistiche aggiornate al 4 ottobre 2024
| Stagione            | Squadra             | Campionato          | Campionato | Campionato | Coppe nazionali | Coppe nazionali | Coppe nazionali | Coppe continentali | Coppe continentali | Coppe continentali | Altre coppe | Altre coppe | Altre coppe | Totale | Totale |
| Stagione            | Squadra             | Comp                | Pres       | Reti       | Comp            | Pres            | Reti            | Comp               | Pres               | Reti               | Comp        | Pres        | Reti        | Pres   | Reti   |
| ------------------- | ------------------- | ------------------- | ---------- | ---------- | --------------- | --------------- | --------------- | ------------------ | ------------------ | ------------------ | ----------- | ----------- | ----------- | ------ | ------ |
| 2009-2010           | Veszprém            | NBIII               | 0          | 0          | MK              | 1               | 1               | -                  | -                  | -                  | -           | -           | -           | 1      | 1      |
| 2010-2011           | Veszprém            | NBII                | 3          | 1          | MK+CdL          | 0+0             | 0+0             | -                  | -                  | -                  | -           | -           | -           | 3      | 1      |
| 2011-gen. 2012      | Veszprém            | NBII                | 13         | 9          | MK+CdL          | 3+0             | 4+0             | -                  | -                  | -                  | -           | -           | -           | 16     | 13     |
| Totale Veszprém     | Totale Veszprém     | Totale Veszprém     | 16         | 10         |                 | 4               | 5               |                    | -                  | -                  |             | -           | -           | 19     | 15     |
| gen.-giu. 2012      | Napoli              | A                   | 0          | 0          | CI              | -               | -               | UCL                | -                  | -                  | -           | -           | -           | 0      | 0      |
| 2012-2013           | Napoli              | A                   | 0          | 0          | CI              | -               | -               | UEL                | -                  | -                  | SI          | -           | -           | 0      | 0      |
| Totale Napoli       | Totale Napoli       | Totale Napoli       | 0          | 0          |                 | -               | -               |                    | -                  | -                  |             | -           | -           | 0      | 0      |
| 2013-2014           | Paganese            | 1D                  | 24         | 2          | CI+CI-LP        | 0+1             | 0+0             | -                  | -                  | -                  | -           | -           | -           | 25     | 2      |
| 2014-gen. 2015      | Mantova             | LP                  | 13         | 0          | CI-LP           | 1               | 0               | -                  | -                  | -                  | -           | -           | -           | 14     | 0      |
| gen.-giu. 2015      | Südtirol            | LP                  | 18         | 4          | CI+CI-LP        | -               | -               | -                  | -                  | -                  | -           | -           | -           | 18     | 4      |
| 2015-2016           | Diósgyőr            | NBI                 | 27         | 8          | MK              | 0               | 0               | -                  | -                  | -                  | -           | -           | -           | 27     | 8      |
| 2016-2017           | Diósgyőr            | NBI                 | 23         | 4          | MK              | 5               | 2               | -                  | -                  | -                  | -           | -           | -           | 28     | 6      |
| Totale Diósgyőr     | Totale Diósgyőr     | Totale Diósgyőr     | 50         | 12         |                 | 5               | 2               |                    | -                  | -                  |             | -           | -           | 55     | 14     |
| 2017-2018           | Újpest              | NBI                 | 31         | 17         | MK              | 7               | 2               | -                  | -                  | -                  | -           | -           | -           | 38     | 19     |
| 2018-2019           | Újpest              | NBI                 | 23         | 9          | MK              | 3               | 0               | UEL                | 4                  | 0                  | -           | -           | -           | 30     | 9      |
| 2019                | Busan IPark         | 2KL                 | 27+2       | 12+1       | CK              | 1               | 0               | -                  | -                  | -                  | -           | -           | -           | 30     | 13     |
| 2019-2020           | Újpest              | NBI                 | 17         | 6          | MK              | 2               | 0               | -                  | -                  | -                  | -           | -           | -           | 19     | 6      |
| Totale Ujpest       | Totale Ujpest       | Totale Ujpest       | 71         | 32         |                 | 12              | 2               |                    | 4                  | 0                  |             | -           | -           | 87     | 34     |
| 2020-2021           | Bochum              | ZL                  | 14         | 2          | CG              | 1               | 0               | -                  | -                  | -                  | -           | -           | -           | 15     | 2      |
| 2021-gen. 2022      | Bochum              | BL                  | 6          | 1          | CG              | 0               | 0               | -                  | -                  | -                  | -           | -           | -           | 6      | 1      |
| Totale Bochum       | Totale Bochum       | Totale Bochum       | 20         | 3          |                 | 1               | 0               |                    | -                  | -                  |             | -           | -           | 21     | 3      |
| gen.-giu. 2022      | Anorthōsis          | AK                  | 7+9        | 1+1        | CC              | 6               | 0               | UEL+UECL           | -                  | -                  | SC          | -           | -           | 21     | 2      |
| 2022-2023           | Vasas               | NBI                 | 25         | 5          | MK              | 5               | 1               | -                  | -                  | -                  | -           | -           | -           | 30     | 6      |
| 2023-gen. 2024      | Vasas               | NBI                 | 17         | 7          | MK              | 2               | 1               | -                  | -                  | -                  | -           | -           | -           | 19     | 8      |
| Totale Vasas        | Totale Vasas        | Totale Vasas        | 42         | 12         |                 | 7               | 2               |                    | -                  | -                  |             | -           | -           | 49     | 14     |
| gen.-giu. 2024      | Ruch Chorzów        | E                   | 13         | 4          | -               | -               | -               | -                  | -                  | -                  | -           | -           | -           | 13     | 4      |
| 2024-2025           | Ruch Chorzów        | 1.L                 | 12         | 1          | CP              | 1               | 1               | -                  | -                  | -                  | -           | -           | -           | 13     | 2      |
| Totale Ruch Chorzow | Totale Ruch Chorzow | Totale Ruch Chorzow | 25         | 5          |                 | 1               | 1               |                    | -                  | -                  |             | -           | -           | 26     | 6      |
| Totale carriera     | Totale carriera     | Totale carriera     | 324        | 95         |                 | 39              | 12              |                    | 4                  | 0                  |             | -           | -           | 367    | 107    |

## Palmarès

### Club

#### Competizioni nazionali
- NBIII: 1

Veszprém: 2009-2010
- Coppa d'Ungheria: 1

Újpest: 2017-2018
- Campionato tedesco di seconda divisione: 1

Bochum: 2020-2021